# 李汶 (康王)
李汶（851年—866年9月9日），唐朝皇子，是唐宣宗的第九子（墓志称第十子）。
他的生母为仇氏。唐宣宗才人仇氏的墓志透露，仇才人在851年生下一子后，因产病而死。仇氏和仇才人可能为同一人。大中八年（854年），李汶被他父亲唐宣宗封为康王，其后史书中没有记载他的情况。咸通七年七月廿七日（866年9月9日）薨，年十六。乾符四年（877年）四月葬于万年县浐川乡尚傅村。
　　